# 愛知県道279号内海美浜線
愛知県道279号内海美浜線 （あいちけんどう279ごう うつみみはません）は、愛知県知多郡南知多町から同郡美浜町に至る一般県道である。

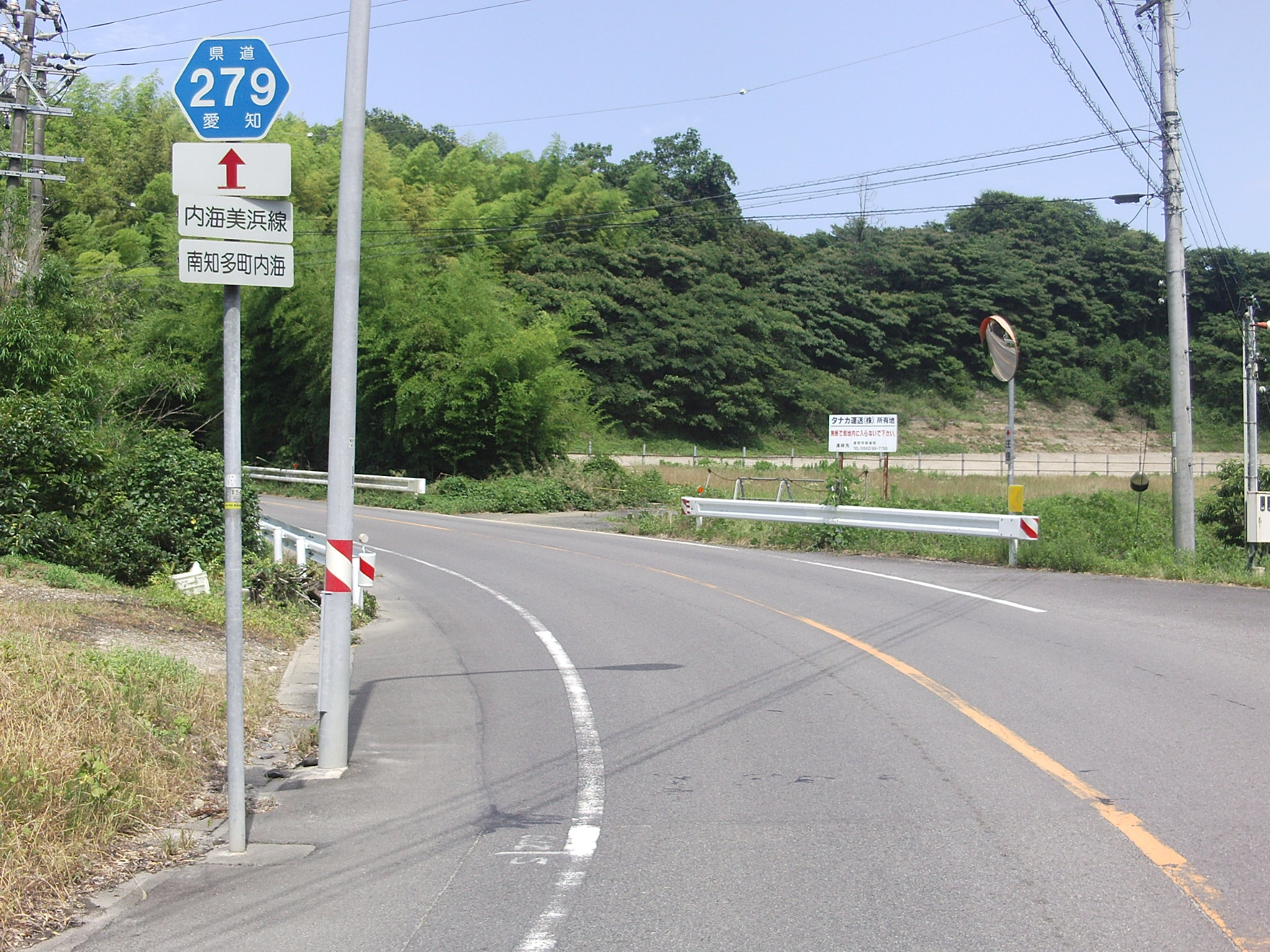
起点の内海（現･知多郡南知多町の町域）。

## 概要

### 路線データ
- 起点：愛知県知多郡南知多町大字内海
- 終点：愛知県知多郡美浜町

## 沿革
- 1959年12月15日：認定

## 通過する自治体
- 愛知県
  - 知多郡
    - 南知多町
    - 美浜町

## 接続する道路
- 愛知県道276号奥田内福寺南知多線
- 国道247号（古布交差点）

## 沿線・周辺
- 南知多グリーンバレイ